# 蒙托里奥-阿尔沃马诺
蒙托里奥-阿尔沃马诺（義大利語：Montorio al Vomano），是意大利泰拉莫省的一个市镇。总面积53平方公里，人口8246人，人口密度155.6人/平方公里（2009年）。ISTAT代码为067028。

## 友好城市
- 義大利阿马特里切
- 義大利阿普里利亞